# Biomasa (energía)

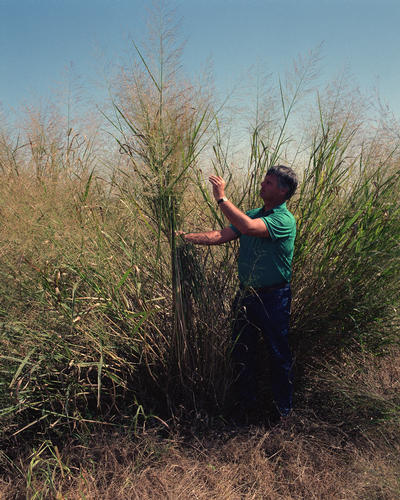
Panicum virgatum, una planta resistente empleada para producir biocombustibles.

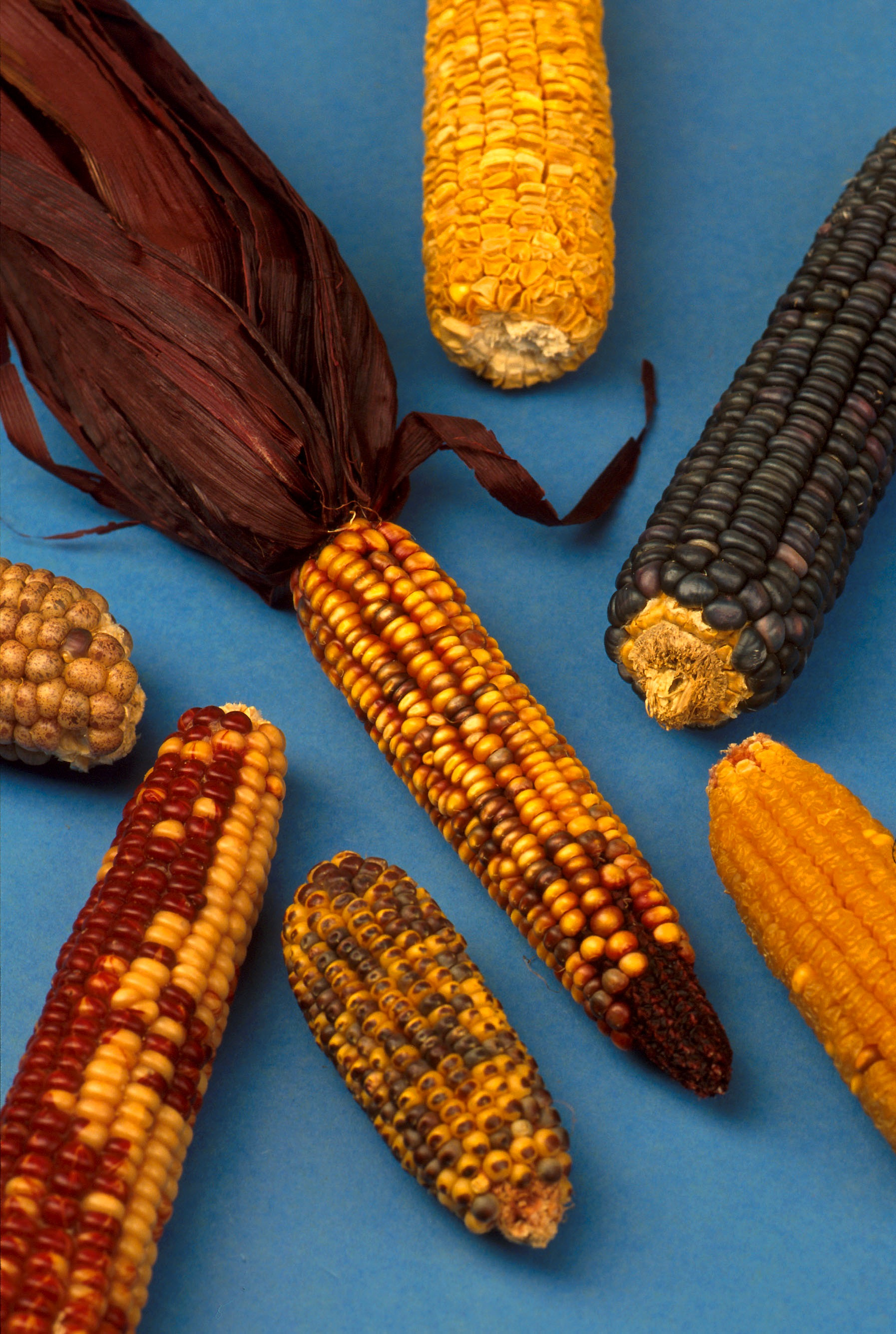
El maíz, ejemplo de planta utilizada para la fabricación de biocombustibles.

La biomasa (energía) se refiere a un tipo de energía útil en términos energéticos formales: las plantas transforman la energía radiante del Sol en energía química a través de la fotosíntesis, y parte de esa energía química queda almacenada en forma de materia orgánica; la energía química de la biomasa puede recuperarse quemándola directamente o transformándola en combustible.
Un error muy común es confundir «materia orgánica» con «materia viva», pero basta considerar un árbol, en el que la mayor parte de la masa está muerta, para deshacer el error; de hecho, es precisamente la biomasa «muerta» la que en el árbol resulta más útil en términos energéticos. Se trata de un debate importante en ecología, como muestra esta apreciación de Margalef (1980:12)

Todo ecólogo empeñado en estimar la biomasa de un bosque se enfrenta, tarde o temprano, con un problema. ¿Deberá incluir también la madera, y quizás incluso la hojarasca y el mantillo? Una gran proporción de la madera no se puede calificar de materia viva, pero es importante como elemento de estructura y de transporte, y la materia orgánica del suelo es también un factor de estructura.

Otro error muy común es utilizar «biomasa» como sinónimo de la energía útil que puede extraerse de ella, lo que genera bastante confusión debido a que la relación entre la energía útil y la biomasa es muy variable y depende de innumerables factores. Para empezar, la energía útil puede extraerse por combustión directa de biomasa (madera, excrementos animales, etc), pero también de la quema de combustibles obtenidos de ella mediante transformaciones físicas o químicas (gas metano de los residuos orgánicos, por ejemplo), procesos en los que «siempre» se pierde algo de la energía útil original. Además, la biomasa puede ser útil directamente como materia orgánica en forma de abono y tratamiento de suelos (por ejemplo, el uso de estiércol o de coberturas vegetales). Y por supuesto no puede olvidarse su utilidad más común: servir de alimento a muy diversos organismos, la humanidad incluida (véase «cadena trófica»).
La biomasa de la madera, residuos agrícolas y estiércol continúa siendo una fuente principal de energía y materia útiles en países poco 
industrializados.
En términos energéticos, se puede utilizar directamente, como es el caso de la leña, o indirectamente en forma de los biocombustibles (nótese que el etanol puede obtenerse del vino por destilación): «biomasa» debe reservarse para denominar la materia prima empleada en la fabricación de biocombustibles.
La biomasa podría proporcionar energías sustitutivas a los combustibles fósiles, gracias a agrocombustibles líquidos (como el biodiésel o el bioetanol), gaseosos (gas metano) o sólidos (leña), pero todo depende de que no se emplee más biomasa que la producción neta del ecosistema explotado, de que no se incurra en otros consumos de combustibles en los procesos de transformación, y de que la utilidad energética sea la más oportuna frente a otros usos posibles (como abono y alimento).
Actualmente (2022), la biomasa proporciona combustibles complementarios a los fósiles, ayudando al crecimiento del consumo mundial (y de sus correspondientes impactos ambientales), sobre todo en el sector transporte. Este hecho contribuye a la ya amplia apropiación humana del producto total de la fotosíntesis en el planeta, que supera actualmente más de la mitad del total (Naredo y Valero, 1999), apropiación en la que competimos con el resto de las especies animales y vegetales.

## Clasificación
La biomasa, como recurso energético, puede clasificarse en biomasa natural, residual y los cultivos energéticos.
- La biomasa natural es la que se produce en la naturaleza sin intervención humana. Por ejemplo, la caída natural de ramas de los árboles (poda natural) en los bosques.
- La biomasa residual es el subproducto o residuo generado en las actividades agrícolas (poda, rastrojos, etc.), silvícolas y ganaderas, así como residuos de la industria agroalimentaria (alpechines, bagazos, cáscaras, vinazas, etc.) y en la industria de transformación de la madera (aserraderos, fábricas de papel, muebles, etc.), así como residuos de depuradoras y el reciclado de aceites.
- Los cultivos energéticos son aquellos que están destinados a la producción de biocombustibles. Además de los cultivos existentes para la industria alimentaria (cereales y remolacha para producción de bioetanol y oleaginosas para producción de biodiésel), existen otros cultivos como los lignocelulósicos forestales y herbáceos y cosechas.

## Obtención de agrocarburantes
Hay varias maneras de clasificar los distintos combustibles que pueden obtenerse a partir de la biomasa. Quizás la más pertinente es por el proceso de producción necesario antes de que el combustible esté listo para el uso.
- Uso directo. La biomasa empleada sufre solo transformaciones físicas antes de su combustión, caso de la madera o la paja. Puede tratarse de residuos de otros usos: poda de árboles, restos de carpintería, etc.

- Fermentación alcohólica. Se trata del mismo proceso utilizado para producir bebidas alcohólicas. Consta de una fermentación anaerobia liderada por levaduras en las que una mezcla de azúcares y agua (mosto) se transforma en una mezcla de alcohol y agua con emisión de dióxido de carbono. Para obtener finalmente etanol es necesario un proceso de destilación en el que se elimine el agua de la mezcla. Al tratarse de etanol como combustible no puede emplearse aquí el método tradicional de destilación en alambique, pues se perdería más energía que la obtenida. Cuando se parte de una materia prima seca (cereales) es necesario producir primero un mosto azucarado mediante distintos procesos de triturado, hidrólisis ácida y separación de mezclas. Un ejemplo de esto es la utilización de la planta acuática Eichhornia crassipes para la producción de biocombustibles.[3][4]

- Transformación de ácidos grasos.  Aceites vegetales y grasas animales pueden transformarse en una mezcla de hidrocarburos similar al diésel a través de un complejo proceso de esterificación, eliminación de gua, transesterificación, y destilación con metanol, al final del cual se obtiene también glicerina y jabón.

- Descomposición anaeróbica. Se trata de nuevo de un proceso liderado por bacterias específicas que permite obtener metano en forma de Biogás a partir de residuos orgánicos, fundamentalmente excrementos animales. A la vez se obtiene como un subproducto abono para suelos.

## Biomasa como energía alternativa
En todos estos procesos hay que analizar algunas características a la hora de enjuiciar si el combustible obtenido puede considerarse una fuente renovable de energía:
- Emisiones de CO2 (dióxido de carbono). En general, el uso de biomasa o de sus derivados puede considerarse neutro en términos de emisiones netas si solo se emplea en cantidades a lo sumo iguales a la producción neta de biomasa del ecosistema que se explota. Tal es el caso de los usos tradicionales (uso de los restos de poda como leña, cocinas de bosta, etc.) si no se supera la capacidad de carga del territorio.
  - En los procesos industriales, puesto que resulta inevitable el uso de otras fuentes de energía (en la construcción de la maquinaria, en el transporte de materiales y en algunos de los procesos imprescindibles, como el empleo de maquinaria agrícola durante el cultivo de materia prima), las emisiones producidas por esas fuentes se contabilizan como emisiones netas. En procesos poco intensivos en energía pueden conseguirse combustibles con emisiones netas significativamente menores que las de combustibles fósiles comparables. Sin embargo, el uso de procesos inadecuados (como sería la destilación con alambique tradicional para la fabricación de orujos) puede conducir a combustibles con mayores emisiones.
  - Hay que analizar también si se producen otras emisiones de gases de efecto invernadero. Por ejemplo, en la producción de biogás, un escape accidental puede arruinar completamente el balance cero de emisiones, puesto que el metano tiene un potencial 21 veces superior al dióxido de carbono, según el IPCC.

- Tanto en el balance de emisiones como en el balance de energía útil no debe olvidarse la contabilidad de los inputs indirectos de energía, tal es el caso de la energía incorporada en el agua dulce empleada. La importancia de estos inputs depende de cada proceso, en el caso del biodiésel, por ejemplo, se estima un consumo de 20 kilogramos de agua por cada kilogramo de combustible: dependiendo del contexto industrial la energía incorporada en el agua podría ser superior a la del combustible obtenido.[5]

- Si la materia prima empleada procede de residuos, estos combustibles ayudan al reciclaje. Pero siempre hay que considerar si la producción de combustibles es el mejor uso posible para un residuo concreto.

- Si la materia prima empleada procede de cultivos, hay que considerar si este es el mejor uso posible del suelo frente a otras alternativas (cultivos alimentarios, reforestación, etc). Esta consideración depende sobre manera de las circunstancias concretas de cada territorio.

- Algunos de estos combustibles (bioetanol, por ejemplo) no emiten contaminantes sulfurados o nitrogenados y casi no liberan partículas sólidas, pero otros sí (por ejemplo, la combustión directa de madera).

### Desventajas
- Quizá el mayor problema que pueden generar estos procesos es la utilización de cultivos de vegetales comestibles (sirva como ejemplo el maíz, muy adecuado para estos usos), o el cambio de cultivo en tierras, hasta ese momento dedicadas a la alimentación, al cultivo de vegetales destinados a producir biocombustibles, que los países ricos pueden pagar, pero a costa de encarecer la dieta de los países más pobres, aumentando el problema del hambre en el mundo.
- Su incineración puede resultar peligrosa y producir sustancias tóxicas. Por ello se deben utilizar filtros y realizar la combustión a temperaturas mayores a los 900 °C.
- No existen demasiados lugares idóneos para su aprovechamiento ventajoso.
- Al subir los precios se financia la tala de bosques nativos que serán reemplazados por cultivos de productos con destino a biocombustible.

| #  | País            | 2020   |
| -- | --------------- | ------ |
| 1  | China           | 17 784 |
| 2  | Brasil          | 15 228 |
| 3  | India           | 10 518 |
| 4  | Estados Unidos  | 9 916  |
| 5  | Reino Unido     | 5 393  |
| 6  | Suecia          | 4 402  |
| 7  | Tailandia       | 3 835  |
| 8  | Alemania        | 2 674  |
| 9  | Finlandia       | 2 481  |
| 10 | Canadá          | 2 360  |
| 11 | Dinamarca       | 1 990  |
| 12 | Indonesia       | 1 775  |
| 13 | Japón           | 1 470  |
| 14 | Rusia           | 1 370  |
| 15 | Francia         | 1 339  |
| 16 | Italia          | 1 174  |
| 17 | Austria         | 1 085  |
| 18 | Guatemala       | 1 029  |
| 19 | Cuba            | 951    |
| 20 | España          | 855    |
| 21 | Corea del Sur   | 822    |
| 22 | México          | 811    |
| 23 | Malasia         | 798    |
| 24 | Polonia         | 797    |
| 25 | Australia       | 678    |
| 26 | Portugal        | 646    |
| 27 | Países Bajos    | 624    |
| 28 | Bélgica         | 591    |
| 29 | Turquía         | 533    |
| 30 | República Checa | 472    |
| 31 | Pakistán        | 423    |
| 32 | Uruguay         | 423    |
| 33 | Chile           | 410    |
| 34 | Hungría         | 397    |
| 35 | Taiwán          | 393    |
| 36 | Vietnam         | 378    |
| 37 | Filipinas       | 339    |
| 38 | Colombia        | 316    |

## Procesos especiales para el uso de biomasa

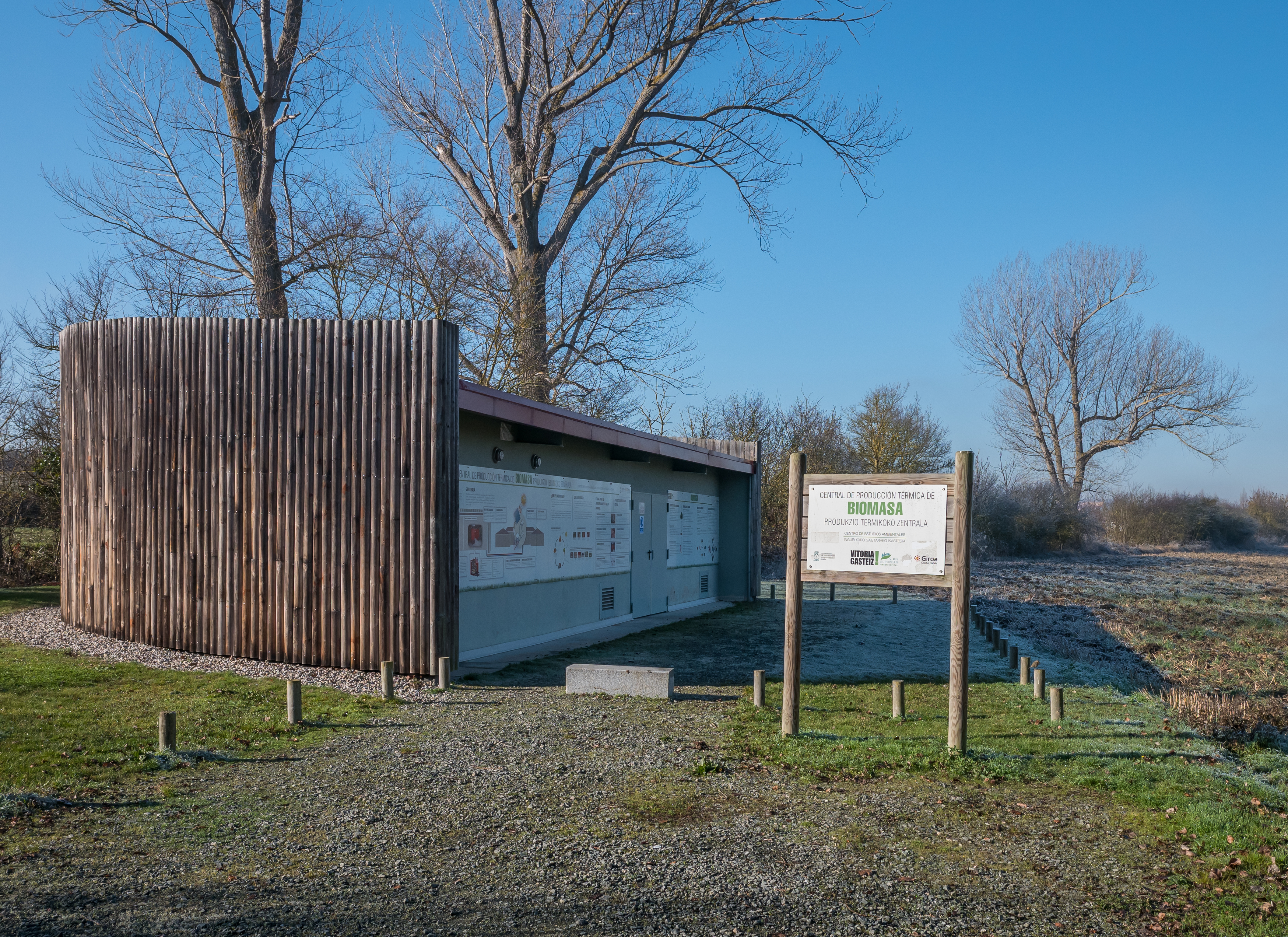
Central térmica de biomasa

Existen procesos termoquímicos que mediante reacciones exotérmicas transforman parte de la energía química de la biomasa en energía térmica. Dentro de estos métodos se encuentran la combustión y la pirólisis. La energía térmica obtenida puede utilizarse para calefacción; para uso industrial, como la generación de vapor; o para transformarla en otro tipo de energía, como la energía eléctrica o la energía mecánica.
La combustión completa de hidrocarburos consiste en la oxidación de estos por el oxígeno del aire, obteniendo como productos de la reacción vapor de agua y dióxido de carbono y energía térmica.
Desde la Edad Antigua se obtiene carbón vegetal mediante pirólisis, que consiste en la combustión incompleta de biomasa a unos 500 oC con déficit de oxígeno. El humo producido en esa combustión es una mezcla de monóxido y dióxido de carbono, hidrógeno e hidrocarburos ligeros.